# Megalomyrmex cuatiara
Megalomyrmex cuatiara (лат.) — вид муравьёв рода Megalomyrmex из подсемейства мирмицины (Myrmicinae, Solenopsidini). Южная Америка: Колумбия.

## Описание
Мелкие муравьи (около 35 мм) жёлтого цвета, гладкие и блестящие. Ширина головы (HW) 0,48-0,58 мм, длина головы (HL) 0,50-0,58 мм, длина скапуса усика (SL) 0,63-0,75 мм.
Усики 12-члениковые с булавой из 3 сегментов. Формула нижнечелюстных и нижнегубных щупиков щупиков — 3,2. Жвалы с несколькими зубцами. Жало развито. Стебелёк между грудкой и брюшком состоит из двух члеников: петиоля и постпетиоля. Заднегрудка без проподеальных зубцов.
Биология не исследована. Некоторые другие виды рода известны как специализированные социальные паразиты муравьёв-листорезов Attini, в гнёздах которых обитают и питаются в грибных садах вида-хозяина. Вид был впервые описан в 1990 году бразильским мирмекологом Карлосом Роберто Ф. Брандао (Dr. Carlos Roberto F. Brandão; Museu de Zoologia da Universidade de São Paulo, Сан-Пауло, Бразилия). Таксон включён в видовую группу Megalomyrmex silvestrii-group вместе с видами M. mondabora, M. piriana, M. poatan M. silvestrii, M. symmetochus, M. tasyba.